# Kokori
Kokori (cyr. Кокори) – wieś w Bośni i Hercegowinie, w Republice Serbskiej, w gminie Prnjavor. W 2013 roku liczyła 358 mieszkańców.